# Open de Suède Vårgårda 2019
De veertiende editie van de Zweedse wielerwedstrijd Postnord Vårgårda WestSweden (voorheen bekend als Open de Suède Vårgårda) werd gehouden op 17 en 18 augustus 2019 in en rond de stad Vårgårda. Zowel de wegwedstrijd als de ploegentijdrit maakten deel uit van de UCI Women's World Tour 2019 in de wedstrijdcategorie 1.WWT. De ploegentijdrit werd gewonnen door de nieuwe ploeg Trek-Segafredo met 25 seconden voor Canyon-SRAM en 46 seconden voor Team Sunweb. Titelverdedigster in de wegwedstrijd, Marianne Vos werd deze keer op de streep geklopt door Marta Bastianelli. Na beide wedstrijden bleef Annemiek van Vleuten aan de leiding in de World Tour.
Een dag voor de ploegentijdrit werd de ploeg WNT-Rotor aangereden tijdens een training. Niemand raakte gewond, maar de tijdritfietsen waren te beschadigd om deel te nemen aan de ploegentijdrit.

## Deelnemende ploegen
| UCI-teams                          | UCI-teams            | Nationale selectie |
| ---------------------------------- | -------------------- | ------------------ |
| Alé Cipollini                      | Parkhotel Valkenburg | Noorwegen          |
| Boels Dolmans                      | Team Sunweb          | Zweden             |
| BTC City Ljubljana                 | Team Tibco           |                    |
| Canyon-SRAM                        | Team Virtu           |                    |
| CCC-Liv                            | Trek-Segafredo       |                    |
| FDJ Nouvelle-Aquitaine Futuroscope | Valcar PBM           |                    |
| Mitchelton-Scott                   | WNT-Rotor            |                    |
| Movistar Team                      |                      |                    |

## Uitslag

### Wegwedstrijd
| Wegwedstrijd (18 augustus) |                           |                                    |          |
| Plaats                     | Naam                      | Ploeg                              | Tijd     |
| Winnaar                    | Marta Bastianelli         | Team Virtu                         | 3u37'43" |
| 2                          | Marianne Vos              | CCC-Liv                            | z.t.     |
| 3                          | Lorena Wiebes             | Parkhotel Valkenburg               | z.t.     |
| 4                          | Chloe Hosking             | Alé Cipollini                      | z.t.     |
| 5                          | Amy Pieters               | Boels Dolmans                      | + 1"     |
| 6                          | Marta Cavalli             | Valcar-Cylance                     | + 2"     |
| 7                          | Maria Giulia Confalonieri | Valcar-Cylance                     | + 3"     |
| 8                          | Ruth Winder               | Trek-Segafredo                     | z.t.     |
| 9                          | Stine Borgli              | FDJ Nouvelle-Aquitaine Futuroscope | z.t.     |
| 10                         | Leah Kirchmann            | Team Sunweb                        | z.t.     |
|                            |                           |                                    |          |
| 31                         | Valerie Demey             | CCC-Liv                            | + 9"     |

### Ploegentijdrit
| Ploegentijdrit (17 augustus) |                                                                                                |                  |         |
| Plaats                       | Naam                                                                                           | Ploeg            | Tijd    |
| Winnaar                      | Audrey Cordon-Ragot Ellen van Dijk Elisa Longo Borghini Tayler Wiles Ruth Winder Trixi Worrack | Trek-Segafredo   | 43'53"  |
| 2                            | Alena Amialiusik Alice Barnes Hannah Barnes Elena Cecchini Lisa Klein                          | Canyon-SRAM      | + 25"   |
| 3                            | Lucinda Brand Leah Kirchmann Juliette Labous Floortje Mackaij Pernille Mathiesen Coryn Rivera  | Team Sunweb      | + 46"   |
| 4                            | -                                                                                              | Boels Dolmans    | + 1'17" |
| 5                            | -                                                                                              | Team Virtu       | + 1'48" |
| 6                            | -                                                                                              | Mitchelton-Scott | + 1'50" |
| 7                            | -                                                                                              | Valcar-Cylance   | + 2'35" |
| 8                            | -                                                                                              | CCC-Liv          | + 3'04" |
| 9                            | -                                                                                              | Alé Cipollini    | + 3'04" |
| 10                           | -                                                                                              | Movistar Team    | + 3'19" |

2006 · 
2007 · 
2008 · 
2009 ·
2010 ·
2011 ·
2012 ·
2013 · 
2014 · 
2015 · 
2016 · 
2017 · 
2018 · 
2019 · 
2020 · 
2021 · 
2022
 Strade Bianche ·
 Ronde van Drenthe ·
 Trofeo Alfredo Binda-Comune di Cittiglio ·
 Driedaagse Brugge-De Panne ·
 Gent-Wevelgem ·
 Ronde van Vlaanderen ·
 Amstel Gold Race ·
 Waalse Pijl ·
 Luik-Bastenaken-Luik ·
 Ronde van Chongming ·
 Ronde van Californië ·
 Emakumeen Bira ·
 The Women's Tour ·
 Ronde van Italië voor vrouwen ·
 La Course by Le Tour de France ·
 RideLondon Classic ·
 Open de Suède Vårgårda ·
 Ronde van Noorwegen ·
 Bretagne Classic ·
 Boels Rental Ladies Tour ·
 La Madrid Challenge by La Vuelta ·
 Ronde van Guangxi